# 高松中央郵便局
高松中央郵便局（たかまつちゅうおうゆうびんきょく）は、香川県高松市にある郵便局。民営化前の分類では集配普通郵便局であった。

## 概要
住所：〒760-8799 香川県高松市内町1番15号
以前は文字通り香川県の中核郵便局であったが、郵便の地域区分業務については、1977年（昭和52年）に新設された高松南郵便局に移管している。

### 併設施設
- ゆうちょ銀行高松店（松山支店高松出張所）：取扱店番号630010
- なお、かんぽ生命保険高松支店は、当局に併設ではなく、高松市古新町にある高松スクエアビル内に設置されている（当局の南西約200m）。

## 沿革
- 1872年8月4日（明治5年7月1日） - 高松郵便取扱所として開設[1]。
- 1873年（明治6年）4月1日 - 高松郵便役所となる[1]。
- 1875年（明治8年）1月1日 - 高松郵便局（三等）となる。翌日より為替取扱を開始[1]。
- 1879年（明治12年） - 貯金取扱を開始[1]。
- 1889年（明治22年）7月16日 - 高松郵便電信局となる[1]。
- 1903年（明治36年）4月1日 - 通信官署官制の施行に伴い高松郵便局となる[1]。
- 1935年（昭和10年）12月3日 - 鉄道郵便課を設置[2]。
- 1944年（昭和19年）5月 - 鉄道郵便課を昇格し、高松鉄道郵便局を開局[3]。
- 1947年（昭和22年）12月11日 - 郵便局で取扱う電話通話事務を除く電話事務を高松電話局に移管[4]。
- 1956年（昭和31年）10月1日 - 電話通話および和文電報受付事務の取扱を開始。
- 1964年（昭和39年）7月 - 局舎新築落成。
- 1987年（昭和62年）7月1日 - 高松中央郵便局に改称。
- 1992年（平成4年）8月3日 - 外国通貨の両替および旅行小切手の売買に関する業務取扱を開始。
- 2007年（平成19年）10月1日 - 民営化に伴い、併設された郵便事業高松支店、ゆうちょ銀行高松店に一部業務を移管。
- 2012年（平成24年）10月1日 - 日本郵便株式会社の発足に伴い、郵便事業高松支店を高松中央郵便局に統合。
- 2016年（平成28年）11月1日 - ゆうゆう窓口の24時間営業を廃止。局入口に設置のAEDが24時間いつでも使用できる状態でなくなる。近隣では丸亀町参番街西館１階および丸亀町くるりん駐車場１階にいつでも使用できるAEDが設置されている。

## 取扱内容

### 高松中央郵便局
- 郵便、印紙、ゆうパック、内容証明
- 生命保険、バイク自賠責保険、自動車保険 - 平日18時まで営業。
- 高松市内のうち、〒760-xxxx区域の配達業務
- 一部区域の郵便ポストの取集業務
- 香川県内の法人向け郵便営業に関する業務
- ゆうゆう窓口

### ゆうちょ銀行高松店
- 貯金、貸付、為替、振替、振込、国際送金、外貨両替、国債、投資信託、確定拠出年金、変額年金保険 - 平日18時まで営業。
- ATM - トマト銀行は平日8:45-18:00、土曜9:00-14:00の間、当店のATMに限り手数料が無料となる。これは当局近くにあった同行高松支店が2000年（平成12年）に閉鎖（児島支店に統合）されたため、利便性を残すための措置である。

## 周辺
- 高松城址（玉藻公園）
- 高松裁判所合同庁舎（高松高等裁判所、高松地方裁判所、高松家庭裁判所）
- 高松法務合同庁舎（高松高等検察庁、高松地方検察庁、高松法務局など）
- 日本銀行高松支店
- 四国電力本社
- 西日本放送本社
- 高松三越（三越高松店）
- 国道11号
- 国道30号
- 高松中央商店街

## アクセス
- JR予讃線・高徳線 高松駅（南口）から徒歩約11分
- 高松琴平電気鉄道琴平線 片原町駅から徒歩約7分
- ことでんバス 三越前停留所下車
- 高松自動車道 高松中央ICから北西へ5.5km
- 駐車場あり：8台　※コインパーキング形式。局利用者は窓口で無料サービス措置を受ける必要あり